# Comunità dei Paesi di lingua portoghese
La Comunità dei Paesi di lingua portoghese (in portoghese: Comunidade dos Países de Língua Portuguesa o CPLP) è un'unione per la mutua amicizia fra le nazioni lusofone del mondo, nelle quali il portoghese è lingua ufficiale.

## Formazione e Stati membri
La CPLP venne formata il 17 luglio 1996 a Lisbona da sette paesi: Angola, Brasile, Capo Verde, Guinea-Bissau, Mozambico, Portogallo e São Tomé e Príncipe. Timor Est si è unito alla comunità nel 2002 in seguito al raggiungimento dell'indipendenza dall'Indonesia. Nel 2014 anche la Guinea Equatoriale è entrata a far parte della CPLP, dopo esser stata a lungo paese osservatore.
Al 2022, la lingua portoghese è parlata da 257,7 milioni di parlanti totali in tutto il mondo ed è la nona lingua più parlata nel mondo (Ethnologue, 2022).
Le nazioni lusofone (cioè nelle quali si parla portoghese) contano circa 252 milioni di abitanti (Ethnologue, 2020), e occupano un territorio di circa 10.742.000 km2, superiore alla superficie del Canada. Gran parte dei parlanti di lingua portoghese sono nativi e, tra essi, il Brasile è una superpotenza economica facente parte del BRICS.
Il suo quartier generale si trova nel Palazzo Penafiel a Lisbona (Portogallo) e la massima carica è il segretario esecutivo della CPLP.
Il 26 ottobre 1999 le è stato riconosciuto lo status di osservatore dell'Assemblea generale delle Nazioni Unite.
Al 2022, ha 9 stati membri e 32 osservatori: Mauritius, Senegal, Georgia, Giappone, Namibia, Turchia, Repubblica Ceca, Ungheria, Slovacchia, Uruguay, Andorra, Argentina, Cile, Francia, Italia, Lussemburgo, Regno Unito, Serbia, Canada, Grecia, India, Irlanda, Costa d'Avorio, Qatar, Spagna, Perù, Romania, Stati Uniti.
La CPLP è un'organizzazione ancora sotto processo di costruzione. Nonostante le grandi distanze che dividono i paesi membri della CPLP essi non condividono solo una lingua comune ma anche profonde caratteristiche culturali. Ciò è dimostrato dalla forte integrazione e interscambio tra questi popoli che continuano a migrare tra i diversi territori riportando e radicando le tradizioni e usi.
Tutti i membri facevano parte dell'Impero portoghese, tranne Mauritius e la Guinea Equatoriale. La CLP dunque forma un ponte fra nazioni accomunate storicamente dall'antica appartenenza all'Impero portoghese. In Guinea Equatoriale, dove le lingue ufficiali sono lo spagnolo e il francese, viene parlato da circa 2 000 persone l'annobonese, un creolo a base portoghese. A Mauritius, la popolazione oltre al francese e all'inglese parla il creolo mauriziano, fondamentalmente a base francese ma con alcune influenze portoghesi.

## Membri
- Angola
- Brasile
- Capo Verde
- Guinea-Bissau
- Guinea Equatoriale
- Mozambico
- Portogallo
- São Tomé e Príncipe
- Timor Est

### Alcuni osservatori associati
- Georgia dal 2014
- Giappone dal 2014
- Mauritius dal 2006
- Namibia dal 2014
- Rep. Ceca dal 2016
- Slovacchia dal 2016
- Turchia dal 2014
- Ungheria dal 2016
- Uruguay dal 2016

## Il Sistema della CPLP
La segreteria esecutiva dell'Organizzazione è responsabile nel designare e attuare i progetti e le iniziative della CPLP. Essa ha la sua sede a Lisbona, Portogallo. La segreteria esecutiva ha un mandato di due anni, e può essere rieletta solo una volta.
Le linee guida e le priorità della CPLP sono stabilite biannualmente dalla Conferenza dei capi di Stato e il piano di azione dell'Organizzazione è approvato dal Consiglio dei ministri degli Esteri, che si incontrano ogni anno.
Ci sono anche degli incontri mensili del Comitato permanente di vigilanza che segue le iniziative e i progetti.
La CPLP è finanziata principalmente dai suoi nove stati membri.
La bandiera della CPLP ha ora nove ali, e non più sette.

### Segretari esecutivi
| Nome                              | Inizio mandato | Termine mandato | Nazione             |
| --------------------------------- | -------------- | --------------- | ------------------- |
| Marcolino Moco                    | luglio 1996    | luglio 2000     | Angola              |
| Dulce Maria Pereira               | luglio 2000    | agosto 2002     | Brasile             |
| João Augusto de Médicis           | agosto 2002    | aprile 2004     | Brasile             |
| Zeferino Martins (Interim)        | aprile 2004    | luglio 2004     | Mozambico           |
| Luís de Matos Monteiro da Fonseca | luglio 2004    | luglio 2008     | Capo Verde          |
| Domingos Simões Pereira           | luglio 2008    | luglio 2012     | Guinea-Bissau       |
| Murade Isaac Murargy              | luglio 2012    | gennaio 2017    | Mozambico           |
| Maria do Carmo Silveira           | gennaio 2017   | dicembre 2019   | Sao Tomé e Principe |
| Francisco Ribeiro Telles          | dicembre 2019  | luglio 2021     | Portogallo          |
| Zacarias da Costa                 | luglio 2021    | in carica       | Timor Est           |

## Congressi
I Congressi della CPLP si tengono con cadenza all'incirca biennale, nella seconda metà di luglio (tranne l'XI Congresso, che si è tenuto tra ottobre e novembre).
| Congresso      | Paese               | Città       | Anno |
| -------------- | ------------------- | ----------- | ---- |
| I Congresso    | Portogallo          | Lisbona     | 1996 |
| II Congresso   | Capo Verde          | Praia       | 1998 |
| III Congresso  | Mozambico           | Maputo      | 2000 |
| IV Congresso   | Brasile             | Brasilia    | 2002 |
| V Congresso    | São Tomé e Príncipe | São Tomé    | 2004 |
| VI Congresso   | Guinea-Bissau       | Bissau      | 2006 |
| VII Congresso  | Portogallo          | Lisbona     | 2008 |
| VIII Congresso | Angola              | Luanda      | 2010 |
| IX Congresso   | Mozambico           | Maputo      | 2012 |
| X Congresso    | Timor Est           | Dili        | 2014 |
| XI Congresso   | Brasile             | Brasilia    | 2016 |
| XII Congresso  | Capo Verde          | Ilha do Sal | 2018 |
| XIII Congresso | Angola              | Luanda      | 2021 |

## Maggiori iniziative
- Il programma HIV-Aids della CPLP serve ad aiutare i cinque membri africani
- Centro per lo Sviluppo delle Capacità Imprenditoriali - sede a Luanda, Angola
- Centro per lo Sviluppo della Pubblica Amministrazione - sede a Maputo, Mozambico
- Centro per le Lingue Ufficiali di Timor Est
- Conferenza sulla Malaria – da fissarsi a São Tomé e Príncipe
- Censimento della lingua portoghese
- Scuola e Università Digitale
- Missione Elettorale in Guinea-Bissau (Il Ministro degli Esteri di Timor Est, il premio Nobel José Ramos-Horta è il rappresentante della CPLP nel Processo Elettorale)
- Progetto di Emergenza per la Ricostruzione delle istituzioni in Guinea-Bissau
- Ricostruzione della Giustizia e dell'Amministrazione Pubblica di Timor Est

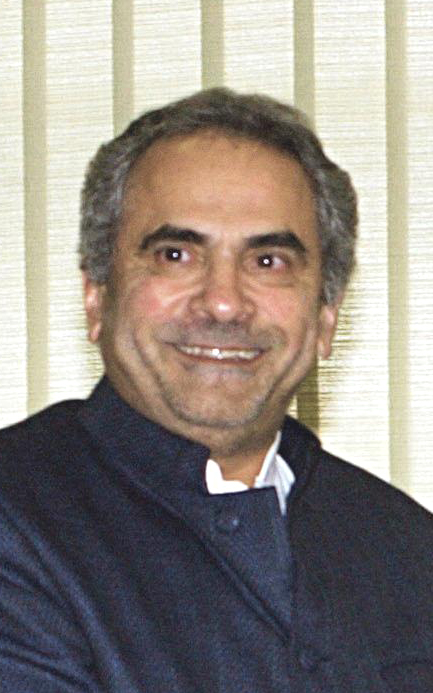
José Ramos-Horta rappresentante per il CPLP per il processo elettorale in Guinea-Bissau.

- Combattere la povertà e la fame

## Libero Movimento di Persone
Le otto nazioni parlanti portoghese hanno siglato accordi per facilitare la circolazione oltreconfine dei loro cittadini. Fra queste facilitazioni sono inclusi visti di entrata multipla per affaristi e altri che viaggiano spesso, restringimento delle tasse pagate per periodi di visita breve, e il diritto alla terapia medica e al permesso di residenza per tutti i cittadini della CPLP in ognuno degli stati membri.
Inoltre, la proposta per l'adozione di una cittadinanza comune è fallita a causa dell'opposizione dell'Angola e del Mozambico. Lo statuto, che è già in atto fra Brasile e Portogallo, concederebbe eguali diritti civili e politici per i cittadini di ogni nazione della CPLP.

## Altre nazioni e territori
Alcuni galiziani vorrebbero che la regione autonoma di Galizia (Galiza) in Spagna prendesse parte all'unione, poiché la loro lingua, il galiziano (Galego), è strettamente relazionata al portoghese (infatti molti le considerano una il dialetto dell'altra). Le due lingue infatti hanno una comune origine.
Quando la CPLP venne formata, anche la Guinea Equatoriale chiese lo status di osservatore. Essa ha infatti alcuni territori nei quali si parla creolo portoghese e nei quali sono molto sentite le vicinanze culturali con São Tomé e Príncipe e col Portogallo. Inoltre, il paese ha recentemente cooperato con alcuni stati africani parlanti portoghese e col Brasile a un programma educativo. Al summit della CPLP del luglio 2004, a São Tomé e Príncipe, gli stati membri si sono accordati per cambiare gli statuti della Comunità e accettare la Guinea Equatoriale nel ruolo di osservatore. Anche il Marocco e Macao si sono interessati allo status di osservatore.
L'Instituto Internacional de Macau, a Macao, territorio cinese che ha mantenuto il portoghese come lingua coufficiale accanto al mandarino, ha anch'esso lo status di osservatore nella comunità. Le sue intenzioni sarebbero quelle di introdurre i giovani macaensi alle nazioni e alla cultura della CPLP, in modo da assicurarsi un'identità territoriale che si distingua da quella cinese, di cui Macao fa parte.